# Alt-Arksum-skibet
Alt-Arksum-skibet er et vikingeskib af typen knarr, som blev fundet ved landsbyen Arksum (tysk: Archsum, nordfrisisk: Arichsem) på den nordfrisiske ø Sild i det nordvestlige Sydslesvig, som var dansk til 1864. Under en udgravning omkring Arksum i 1969 til 1973 blev resterne af et skib opdaget og hentet for yderligere undersøgelser på Deutsches Schiffahrtsmuseum i Bremerhaven.
I alt blev der fundet fire stykker fra skibet, og det var mulig at bestemme skibstypen, fordi det var bidder af spanter.
Skibet var formodentlig en knarr af samme størrelse som Klåstadskibet, der blev fundet i Norge. Dvs. en længde på 16-22 meter og en bredde på 4,2-5,0 meter. Skibet blev dateret til 900-tallet.